# Brooke Burns
Brooke Elizabeth Burns (Dallas, 16 de marzo de 1978) es una actriz y exmodelo estadounidense, más conocida por su papel en Baywatch y Baywatch Hawaii. Coprotagonista en la serie de televisión Miss Guided y organizó el concurso Hole in the Wall en Fox.

## Primeros años
Es hija de Netsy, una ama de casa, y Brad Thomas Burns, quien trabajó en atención de salud. Tiene dos hermanas. Fue bailarina durante doce años en su infancia y comenzó a modelar a los quince años tras sufrir la ruptura de su ligamento en un accidente de esquí. A los 16 años, Burns y su familia se trasladaron a Europa, donde vivió en París, Milán y Alemania.

## Carrera

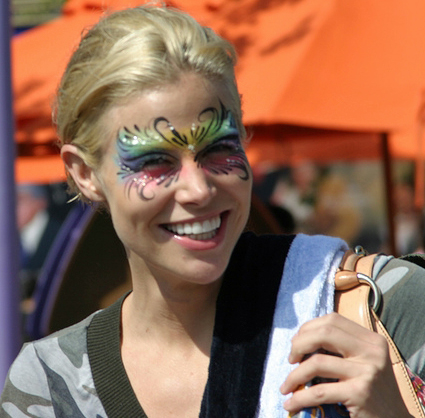
Burns en Universal Studios Hollywood en junio de 2006.

De 1998 a 2001, actuó en Baywatch como Jessie Owens. Actuó en North Shore, la primera telenovela en Fox, que consistía en 21 episodios, y duró del 14 de junio de 2004 hasta el 13 de enero de 2005. En 2006 interpretó a Kathy Dinkle en Pepper Dennis.
Apareció en Ally McBeal, Just Shoot Me!, Out Of The Blue, To Tell The Truth, Death to the Supermodels, y Average Joe: Hawaii. 
Presentó una versión estadounidense de la serie Dog Eat Dog, para dos temporadas de verano en 2002 y 2003. En Mortal Kombat Conquest, tuvo un papel de una alumna joven.
En 2001 apareció como Vicky Vale en uno de varios anuncios comerciales de Batman, junto a Bruce Thomas, retomando el papel famoso de Kim Basinger en la película de 1989, dirigida por Tim Burton. También apareció en la película hecha para televisión Trophy Wife (2006).
Apareció en una película original del Canal Hallmark, The Most Wonderful Time of the Year, con Henry Winkler, el 13 de diciembre de 2008. Protagonizó la película SmokeJumpers, donde dio vida a una mujer bombero.Va a protagonizar en el programa estadounidense de televisión, Mistress, con Holly Marie Combs y Rochelle Aytes.
En 2009 apareció como Vanessa en los doce primeros episodios de la serie Melrose Place.

## Vida personal
Estuvo casada con Julian McMahon (1999-2002), con quien tuvo una hija, Madison Elizabeth (junio de 2000). También estuvo brevemente comprometida con Bruce Willis desde 2003 hasta el 2 de junio de 2004.
Fuma cigarrillos, y apareció en la portada de la revista Smoke Winter en la edición 2007/2008.
Desde el 22 de junio de 2013, está casada con el director Gavin O'Connor. Actualmente viven en Los Ángeles. En octubre de 2016 se anunció que Burns estaba esperando su segundo hijo, una niña; Burns anunció que su hija, Declan Welles, nació el 22 de enero de 2017.

### Lesión
En noviembre de 2005, se rompió el cuello buceando en la piscina de su casa. Un amigo, exbombero, la encontró, le estabilizó el cuello y llamó a una ambulancia. Como resultado de la lesión, tiene una fusión de titanio en el cuello, con una placa, barra y diez tornillos.

## Filantropía
Mientras Burns trabajó en Baywatch, ella y otros actores de la serie les enseñaron a niños a nadar y realizar misiones de guardias.
Participa activamente en la fundación Life Rolls On creada por Josh y Jesse Billaur. LRO ayuda a las personas con lesiones en la médula espinal.

## Filmografía
| Cine       | Cine                                | Cine                           | Cine                   |
| Año        | Película                            | Papel                          | Notas                  |
| ---------- | ----------------------------------- | ------------------------------ | ---------------------- |
| 2001       | Shallow Hal                         | Pretty/Ugly Katrina            |                        |
| 2005       | The Salon                           | Tami                           |                        |
| 2005       | Single White Female 2: The Psycho   | Jan Lambert                    | A vídeo                |
| 2005       | Death to the Supermodels            | Eva                            | A vídeo                |
| 2007       | Urban Decay                         | Sasha                          |                        |
| 2008       | The Art of Travel                   | Darlene Loren                  |                        |
| 2008       | La mejor época del año              | Jennifer "Jen" Cullen          |                        |
| 2009       | Dancing Trees                       | Nicole                         |                        |
| 2010       | Titanic II                          | Dra. Kim Patterson             |                        |
| 2011       | Bordeline Murder                    | Abbey                          |                        |
| 2012       | Undercover bridesmaid               | Tanya Harsin                   |                        |
| Televisión |                                     |                                |                        |
| Año        | Título                              | Papel                          | Notas                  |
| 1996       | Out of the Blue                     | Peg                            | 22 episodios           |
| 1997       | Conan the Adventurer                |                                | 1 episodio             |
| 1997       | Ally McBeal                         | The Girl Jennifer Higgin       | 4 episodios            |
| 1998-2001  | Baywatch                            | Jessie Owens                   | 46 episodios           |
| 1999       | Mortal Kombat: Conquest             | Lori                           | 1 episodios            |
| 2002       | Men, Women & Dogs                   | Kristle                        | 1 episodio             |
| 2002       | A Nero Wolfe Mystery                | Beatrice Epps                  | 2 episodios            |
| 2002-2003  | Just Shoot Me!                      | Kelly Cover model              | 2 episodios            |
| 2003       | She Spies                           | Nicki Shields                  | 1 episodio             |
| 2003       | Rock Me Baby                        | Erin "White Chocolate" Rimsing | 1 episodio             |
| 2004-2005  | North Shore                         | Nicole Booth                   | 21 episodios           |
| 2006       | Modern Men                          | Angelica                       | 1 episodio             |
| 2006       | Pepper Dennis                       | Kathy Dinkle Williams          | 13 episodios           |
| 2006       | Trophy Wife                         | Kate Graham                    | Película de televisión |
| 2007       | Time and Again                      | Anna Malone                    | Película de televisión |
| 2008       | Trial by Fire                       | Kristen                        | Película de televisión |
| 2008       | The Most Wonderful Time of the Year | Jennifer Cullen                | Película de televisión |
| 2008       | Miss Guided                         | Lisa Germain                   | 7 episodios            |
| 2009       | Mistresses                          | Shannon Barnes                 | Película de televisión |
| 2009       | CSI: Miami                          | Bonnie Galinetti/Marci Reeger  | 1 episodio             |
| 2009       | Drop Dead Diva                      | Christy Talbot                 | 1 episodio             |
| 2009       | Melrose Place                       | Vanessa Mancini                | 6 episodios            |